# Unutamazsın
"Unutamazsın" (em português:  Não te podes esquecer) foi a canção que representou a Turquia no Festival Eurovisão da Canção 1998 que se realizou em 9 de maio de 1998, em Birmingham, no Reino Unido.
A referida canção foi interpretada em turco por Tüzmen. Foi a vigésima-quarta e penúltima canção, a seguir à canção da  Estónia Estónia "Mere lapsed", interpretada por Koit Toome e antes da canção da Macedónia  "Ne zori, zoro", interpretada por  Vlado Janevski. Terminou a competição em 14.º, tendo recebido um total de 25 pontos. No ano seguinte, em 1999 por Tuğba Önal que interpretou a canção  "Dön artık".

## Autores
| AUTORES                   |
| ------------------------- |
| Letrista: Canan Tunç      |
| Compositor: Erdinç Tunç   |
| Orquestrador: Ümit Eroglu |

## Letra
A canção é uma balada, na qual Tüzmen fala de uma separação da sua amante, como ele sentia quando a tinha perdido anteriormente. Diz que o amor não pode acabar só porque vão ficando mais velhos.

## Versões
Tüzmen lançou uma versão em inglês intitulada "You can not forget" e uma versão instrumental.